# Coppa Italia 2001 (pallacanestro femminile)
La Coppa Italia 2001 (chiamata anche Final Four 2001) si è disputata il 14 e 15 marzo 2001 a Parma.
Alla competizione vi hanno preso parte tutte le squadre del campionato di Serie A1, divise in 4 gironi; le vincenti si sono qualificate per le final four.
Ha vinto il torneo l'Associazione Basket Parma, sponsorizzato dalla Cerve. È la seconda volta che la squadra emiliana conquista la Coppa Italia.

## Risultati

### Primo turno
Le partite si sono giocate tra il 3 e il 5 gennaio 2001.

#### Girone A
Le gare si sono disputate a Chieti.
| Squadra 1         | Risultato | Squadra 2         |
| ----------------- | --------- | ----------------- |
| Villa Pini Chieti | 80 - 75   | Copra Alessandria |
| Famila Schio      | 67 - 54   | Copra Alessandria |
| Famila Schio      | 66 - 47   | Villa Pini Chieti |

##### Classifica
|    | Squadra           | P.ti | G | V | P | PF  | PS  | DP  |
| -- | ----------------- | ---- | - | - | - | --- | --- | --- |
| 1. | Pall. Schio       | 4    | 2 | 2 | 0 | 133 | 101 | +32 |
| 2. | CUS Chieti        | 2    | 2 | 1 | 1 | 127 | 141 | -14 |
| 3. | Delta Alessandria | 0    | 2 | 0 | 2 | 129 | 147 | -18 |

#### Girone B
Le gare si sono disputate a Parma.
| Squadra 1                | Risultato | Squadra 2                |
| ------------------------ | --------- | ------------------------ |
| Cerve Parma              | 93 - 55   | Penta Faenza             |
| Termomeccanica La Spezia | 80 - 55   | Penta Faenza             |
| Cerve Parma              | 70 - 54   | Termomeccanica La Spezia |

##### Classifica
|    | Squadra         | P.ti | G | V | P | PF  | PS  | DP  |
| -- | --------------- | ---- | - | - | - | --- | --- | --- |
| 1. | Basket Parma    | 4    | 2 | 2 | 0 | 163 | 109 | +54 |
| 2. | Athletic Spezia | 2    | 2 | 1 | 1 | 134 | 125 | +9  |
| 3. | C.A. Faenza     | 0    | 2 | 0 | 2 | 110 | 173 | -63 |

#### Girone C
Le gare si sono disputate a Como.

##### Semifinali
| Squadra 1     | Risultato | Squadra 2       |
| ------------- | --------- | --------------- |
| Sea Treviglio | 81 - 73   | Happidea Albino |
| Pool Comense  | 95 - 64   | Friliver Varese |

##### Finale
| Squadra 1    | Risultato | Squadra 2     |
| ------------ | --------- | ------------- |
| Pool Comense | 77 - 66   | Sea Treviglio |

##### Classifica
|    | Squadra          | P.ti | G | V | P | PF  | PS  | DP  |
| -- | ---------------- | ---- | - | - | - | --- | --- | --- |
| 1. | Pool Comense     | 4    | 2 | 2 | 0 | 172 | 130 | +42 |
| 2. | Bees Treviglio   | 2    | 2 | 1 | 1 | 147 | 150 | -3  |
| 3. | Bk. Laghi Varese | 0    | 1 | 0 | 1 | 64  | 95  | -31 |
| 3. | Happidea Albino  | 0    | 1 | 0 | 1 | 73  | 81  | -8  |

#### Girone D
Le gare si sono disputate a Catania.

##### Semifinali
| Squadra 1          | Risultato | Squadra 2                  |
| ------------------ | --------- | -------------------------- |
| Isab Energy Priolo | 111 - 77  | Vini Corvo Termini Imerese |
| Rescifina Messina  | 91 - 62   | Encodex Messina            |

##### Finale
| Squadra 1         | Risultato | Squadra 2          |
| ----------------- | --------- | ------------------ |
| Rescifina Messina | 81 - 76   | Isab Energy Priolo |

##### Classifica
|    | Squadra           | P.ti | G | V | P | PF  | PS  | DP  |
| -- | ----------------- | ---- | - | - | - | --- | --- | --- |
| 1. | Rescifina Messina | 4    | 2 | 2 | 0 | 172 | 138 | +34 |
| 2. | Trogylos Priolo   | 2    | 2 | 1 | 1 | 187 | 158 | +29 |
| 3. | Libertas Termini  | 0    | 1 | 0 | 1 | 77  | 111 | -34 |
| 3. | P.C.R. Messina    | 0    | 1 | 0 | 1 | 62  | 91  | -29 |

### Final four
Le semifinali si sono disputate il 14 marzo, la finale il 15 marzo 2001.
|  | Semifinali        | Semifinali |  |              | Finale       | Finale |
|  |                   |            |  |              |              |        |
|  | Pool Comense      | 100        |  |              |              |        |
|  | Pool Comense      | 100        |  |              |              |        |
|  | Rescifina Messina | 70         |  |              |              |        |
|  | Rescifina Messina | 70         |  | Pool Comense | 62           |        |
|  |                   |            |  | Pool Comense | 62           |        |
|  |                   |            |  |              | Basket Parma | 66     |
|  | Pall. Schio       | 59         |  |              | Basket Parma | 66     |
|  | Pall. Schio       | 59         |  |              |              |        |
|  | Basket Parma      | 67         |  |              |              |        |
|  | Basket Parma      | 67         |  |              |              |        |

### Finale
| Arbitri: | Corrias Terranova |

|                |       |             |
| Štreimikytė 20 | Punti | 24 Griffith |

## Squadra vincitrice
Cerve Parma (2º titolo): Marianna Balleggi, Valentina Gardellin, Gordana Grubin, Angela Arcangeli, Yolanda Griffith, Yerushia Brown, Novella Schiesaro, Anna Costalunga, Eleonora Magaddino, Nicosia. Allenatore: Paolo Rossi.